# La Marquise

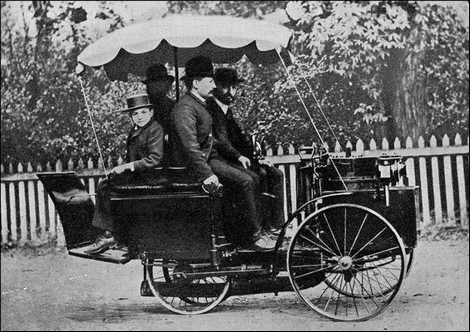

La Marquise, cea mai veche mașină din lume, încă în stare de funcționare, s-a vândut cu 4,62 milioane de dolari la o licitație organizată în Statele Unite. Mașina cu aburi este realizarea constructorului francez De Dion-Bouton & Trepardoux.
Putând să atingă o viteză de 61 km/h, "La Marquise" a avut doar patru proprietari până acum, de când a fost construită, în 1884, potrivit casei de licitații RM Auctions, care n-a dezvăluit numele cumpărătorului.
Contelui Jules-Albert de Dion i-a venit ideea construirii mașinii după ce a remarcat realizările a doi meșteri, Georges Bouton și Charles-Armand Trepardoux, care lucrau în 1881 la Paris, la un magazin de jucării, scrie AFP, citată de Agerpres. Jules-Albert de Dion a început să colaboreze cu cei doi, deschizând astfel o pagină nouă în aventura automobilului.
Numită "La Marquise" în onoarea mamei contelui, mașina a participat la prima cursă auto din 1887 între Paris și Versailles. Având o lungime de 2,7 m și cântărind 952 kg, mașina, decorată cu piese aurite, este un vehicul elegant, negru, cu patru locuri și roți fine.